# Zacisze (powiat słupecki)
Zacisze – osada w Polsce położona w województwie wielkopolskim, w powiecie słupeckim, w gminie Słupca. Miejscowość wchodzi w skład sołectwa Nowa Wieś.
W latach 1975–1998 miejscowość administracyjnie należała do województwa konińskiego.